# Saw
Saw (bra: Jogos Mortais; prt: Saw - Enigma Mortal) é um filme independente estadunidense de 2004, o primeiro longa-metragem da série de terror e suspense Saw, escrito por James Wan e Leigh Whannell e dirigido por James Wan. O filme é estrelado por Tobin Bell e Shawnee Smith. Lançado em 29 de outubro de 2004, o filme teve um orçamento muito reduzido e foi filmado em apenas 18 dias. Teve a sua primeira apresentação em Janeiro de 2004 no Festival Sundance de Cinema. Apesar do baixo orçamento, o filme foi um sucesso de bilheteria.

## Sinopse
O filme é centrado na luta contra o tempo de dois homens, o médico Dr. Lawrence "Larry" Gordon (Cary Elwes) de 42 anos de idade, e o fotógrafo Adam Stanheight (Leigh Whannell) de 27 anos de idade. Eles acordam em um banheiro imundo presos pelos pés numa corrente bastante forte. No meio deles há um corpo de um homem ensanguentado com um revólver e um gravador nas mãos. Eles descobrem uma fita em seus bolsos e a colocam no gravador e descobrem que fazem parte de um jogo terrível contra o tempo em que o médico tem que matar o fotógrafo se quiser ver sua mulher e filha vivas.
Larry descobre que eles foram emboscados por um serial killer chamado Jigsaw (Tobin Bell) de 62 anos de idade. Jigsaw rapta pessoas e coloca-os em armadilhas mortais, dizendo que dá uma nova chance como reabilitação, sempre fazendo com que eles se sacrifiquem um pouco para sair. Uma dessas vitimas foi Amanda Young (Shawnee Smith) de 34 anos de idade, que conseguiu sobreviver ao teste, mas não sem deixar danos psicológicos a mesma.

## Elenco
| Ator                  | Papel                  |
| --------------------- | ---------------------- |
| Tobin Bell            | John Kramer/Jigsaw     |
| Shawnee Smith         | Amanda Young           |
| Cary Elwes            | Dr. Lawrence Gordon    |
| Leigh Whannell        | Adam Stanheight        |
| Danny Glover          | Detetive David Tapp    |
| Michael Emerson       | Zep Hindle             |
| Dina Meyer            | Detetive Allison Kerry |
| Mike Butters          | Paul Stallberg         |
| Paul Gutrecht         | Mark Wilson            |
| Ken Leung             | Detetive Steven Sing   |
| Makenzie Vega         | Diana Gordon           |
| Monica Potter         | Alison Gordon          |
| Ned Bellamy           | Jeff Ridenhour         |
| Alexandra Bokyun Chun | Carla                  |
| Oren Koules           | Donnie Greco           |

## Recepção
O filme recebeu críticas mistas; os relatos do agregador de revisões Rotten Tomatoes foram de que 50% de 193 críticos deram ao filme uma crítica positiva, com uma classificação média de 5.6 de 10. O Metacritic atribui uma pontuação média ponderada de 100 comentários dos críticos tradicionais, deram ao filme uma pontuação de 46 com base em 32 comentários.

## Música
A trilha sonora foi composta principalmente por Charlie Clouser, que levou seis semanas para ser concluída. Outras canções foram realizadas por Front Line Assembly, Fear Factory, Enemy, Pitbull Daycare e Psycho Pumps. A canção "Die Dead Enough" do Megadeth foi originalmente prevista para ser apresentada no filme, mas não foi utilizada por motivos não revelados.
A trilha sonora foi lançada em 5 de outubro de 2004 pela Koch Records. Johnny Loftus do Allmusic deu três de cinco estrelas. Ele disse que Clouser "realmente o pregou com o seu som que soa pegajoso" e que ele "entende que o horror de Jogos Mortais só funciona com uma quantidade estonteante da acampamento, e ele, da mesma forma, chama de música industrial". Ele gostou particularmente de "Cigarette", "Hello, Adam" e "F**k This S*!t", comentando a "mistura fria do som com uma dura percussão e profundas feridas a facadas no teclado".

### Trilha sonora
Todas as faixas escritas por Charlie Clouser, Page Hamilton, Danny Lohner e Chas Smith, exceto onde anotado.
1. "Sturm Front Line" (Front Line Assembly)
2. "Hello, Adam"
3. "Bite the Hand That Bleeds"' (Fear Factory)
4. "Last I Heard"
5. "Action" (Enemy)
6. "Reverse Bear trap"
7. "You Make Me Feel So Dead" (Pitbull Daycare)
8. "X–Marks the Spot"
9. "Wonderful World" (Psychopomps)
10. "Cigarette"
11. "We're Out of Time"
12. "Fuck This Shit"
13. "Hello Zepp"
14. "Zepp Overature"